# Destructa
Destructa – materiały archiwalne uszkodzone wskutek przyczyn mechanicznych, biologicznych lub innych, powodujących zanik tekstu lub nieodwracalne jego ubytki.